# 上鴨川住吉神社神事舞
上鴨川住吉神社神事舞（かみかもがわすみよしじんじゃしんじまい）は、兵庫県加東市上鴨川の住吉神社で行われる神事芸能。10月4日・5日の秋祭りで行われる。王の舞・獅子舞・田楽・能、宮座など中世の祭礼芸能の形態を留めていると言われている。1977年5月17日に重要無形民俗文化財に指定された。

## 概要
この神事は宮座制によって運営・伝承されている。舞人は約18名の若い衆が勤め、若い衆を退いた清座・年寄の人々が指導・統括している。宵宮で行われるのは、お神楽・ゴホントウ（リョンサンの舞・獅子舞・田楽・イリ舞）など。昼宮ではゴホントウに加えて高足や七番の翁舞（いど・万歳楽・六ぶん・翁・宝物・冠者・父の尉）などが行われる。
リョンサン舞
太刀舞とも言われる。舞人は紙製の鳥兜をかぶり、太刀を佩き、鼻高の面をつける。先端に御幣をつけた鉾を持っての舞、素手での舞を行う。この舞にはその場の露払いや方固めの意味があると言われている。民俗芸能の王の舞（龍王舞）に分類される。
獅子舞
播磨地方でよく見られる太神楽系統ではなく、田楽系統の獅子舞であると考えられている。非常に短いもので、所作もなく境内を一周するのみである。龍王舞の後に演じられる獅子舞にこうした特徴が見られることがある。
田楽
踊手は栗皮色の千早を着て、御幣の紙垂の束を結びつけたガッソウを頭にかぶる。笛と大太鼓に合わせて、締太鼓やびんざさら、鼓やチョボ（銅ばつ）を持った踊手が跳躍しながら踊る。
イリ舞
扇の舞とも言う。田楽を舞った踊手達が扇を持って順に舞う。
高足
丸太の中ほどに横木をつけたものを用いる。横木に足をかけ、丸太に乗って跳ねる動作を行う。バネのないホッピングに近い。田楽の曲芸。
翁舞
昼宮で行われる七番の翁舞は、翁や黒式尉などの能面をつけ、謡に合わせて舞う。現在良く見られる翁舞（式三番）と構成がかなり異なっており、田楽能や猿楽能などの古い形態を留めているのではないかと言われている。

## その他
- 2011年は伝統的に毎年10月4-5日に行われてきた神事舞の日程が、担い手の確保が困難になってきた為、2012年以降は10月第一土日に変更される。宵宮は午後6時、本宮は午前11時に始まる[1]。